# Ligne S3 des FGC
La ligne S3 est une des dix-huit lignes de train de banlieue de l'agglomération barcelonaise. Elle relie Barcelone à Sant Vicenç dels Horts et dessert au total six communes sur le tracé de la ligne Llobregat - Anoia.
Elle est exploitée par les Chemins de fer de la généralité de Catalogne (FGC).

## Historique
La ligne entre Plaça d'Espanya et Can Ros reçoit en 2000 le code S33, précédemment attribué entre 1996 et 1999 au service à destination de Sant Andreu de la Barca. Elle est renumérotée S3 en 2017, pour tenir compte de la transformation de la S3 en L8 en 2003. Elle puise ses origines dans la ligne du Nord-Ouest entre Barcelone et Martorell, ouverte en 1912.

## Caractéristiques

### Ligne
La ligne parcourt les infrastructures de la ligne Llobregat - Anoia. Elle compte 15 stations, dont neuf souterraines, et parcourt 17,05 km. Les rails sont à écartement métrique et la voie est double sur l'intégralité du trajet.
À partir de Plaça d'Espanya, elle dessert six communes : Barcelone, L'Hospitalet de Llobregat, Cornellà de Llobregat, Sant Boi de Llobregat, Santa Coloma de Cervelló et Sant Vicenç dels Horts, et partage son tracé avec la ligne L8 jusqu'à Molí Nou | Ciutat Cooperativa, et les lignes S4, S8, S9, R5/50 et R6/60 jusqu'à son terminus de Can Ros.

## Exploitation

### Matériel roulant
La ligne est servie par les rames de série 213 des FGC.

Rame
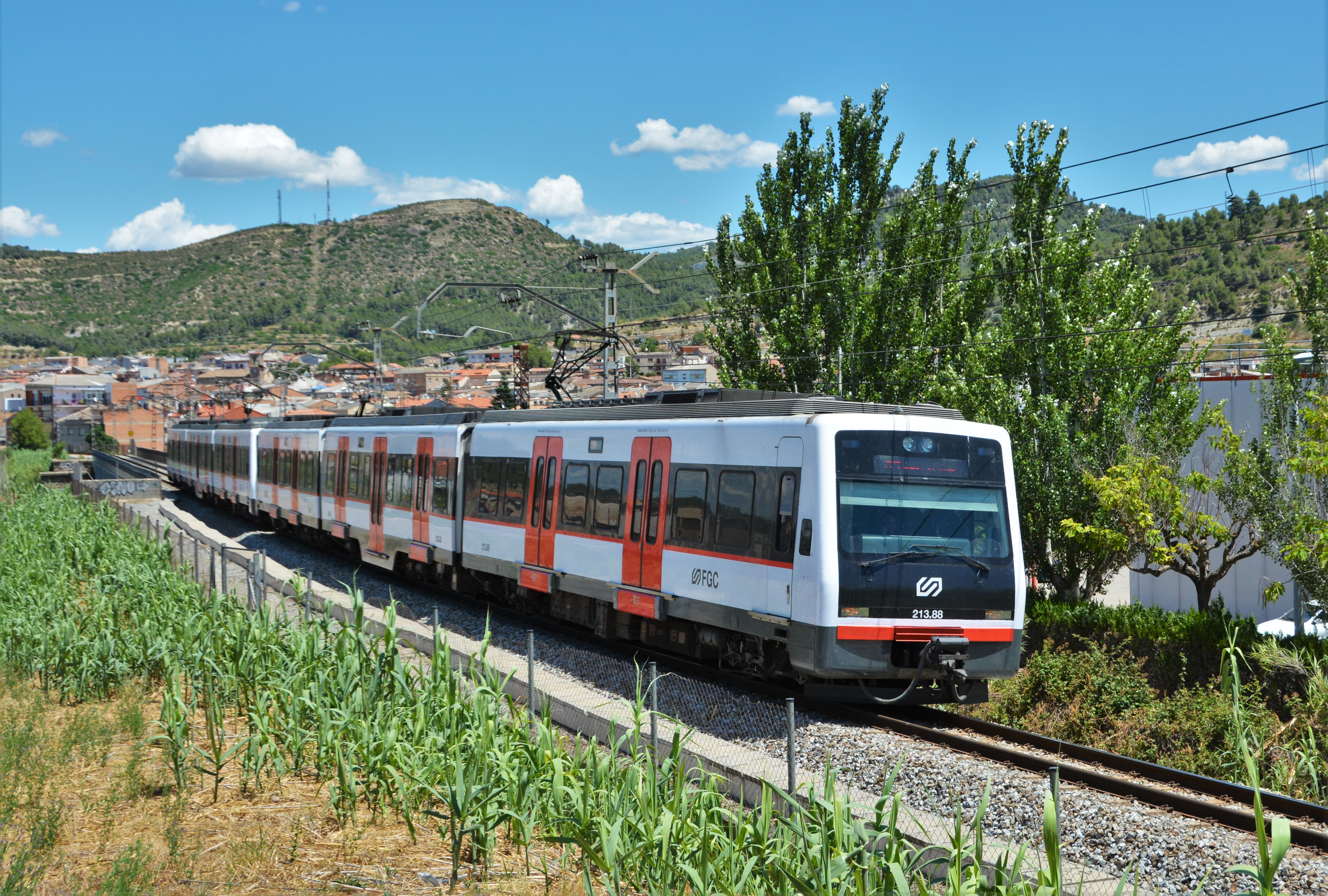
Série 213 sortant de Sant Vicenç de Castellet.